# جونیچی سووابه
جونیچی سووابه (諏訪部 順一 Suwabe Jun'ichi, زادهٔ ۲۹ مارس، ۱۹۷۲) صداپیشه اهل ژاپن است. وی از سال ۱۹۹۵ میلادی تاکنون مشغول فعالیت بوده‌است. از نقش‌های برجسته صداپیشگی او می‌توان به گریمیجو در بلیچ، امگا زیرو در امگا من زیرو ۳، کیگو آتوبه در قهرمانان تنیس، ویکتور نیکیفوروف در یوری روی یخ، فرید جاستین در فری تیل، یامی سوکه‌هیرو در شبدر سیاه، ریومِن سوکونا در جوجوتسو کایسن، آرچر در فیت/استی نایت، آندرتیکر در کوروشیتسوجی، لئونه آباکیو در ماجراجویی عجیب و غریب جوجو: وزش طلایی، آئومینه دائیکی در بسکتبال کوروکو، جوروتا شیشیتا و شوتا آیزاوا در مدرسه قهرمانانه من، برکولی سینتسیس در سورت آرت آنلاین، آکیرا هایاما در جنگ غذاها: شوکوگکی نو سوما، شوئی باروئو در بلو لاک، نیسه در شب کوتاه، دختر پیاده، و شخصیت شیموئا گوآدو در بازی‌های ویدئویی فاینال فانتزی ۱۰ و ایکس-۲، و همچنین لارس الکساندرسون در مجموعه بازی‌های مبارزه‌ای تکن اشاره کرد.